# Oumar Solet
Oumar Solet Bomawoko (* 7. Februar 2000 in Melun) ist ein französischer Fußballspieler auf der Position eines Innenverteidigers.

## Karriere

### Verein
Solet begann seine Karriere beim FC Dammarie-les-Lys. Zur Saison 2009/10 wechselte er zur US Créteil. Im Dezember 2012 wechselte er zur US Villejuif. Zur Saison 2015/16 kam er in die Jugend von Stade Laval. Im Dezember 2016 spielte er erstmals für die Reserve von Laval in der fünfthöchsten Spielklasse. In der Saison 2016/17 kam er zu fünf Einsätzen für diese. Im August 2017 debütierte er für die erste Mannschaft in der Championnat National, als er am ersten Spieltag der Saison 2017/18 gegen die US Concarneau in der Startelf stand. Insgesamt kam er zu zwölf Einsätzen in der dritthöchsten Spielklasse.
Im Januar 2018 wechselte er zum Erstligisten Olympique Lyon,  zunächst leihweise. Zunächst spielte er bei der Reserve in der vierthöchsten Spielklasse, für die er bis Saisonende elf Spiele absolvierte. Zur Saison 2018/19 wurde er von Lyon fest unter Vertrag genommen. Sein Debüt in der Ligue 1 gab Solet schließlich im Januar 2019, als er am 17. Spieltag jener Saison gegen den FC Toulouse in der Startelf stand und in der 60. Minute durch Tanguy Ndombele ersetzt wurde. Dies blieb sein einziger Saisoneinsatz für die Profis. Zudem kam er zu 18 Einsätzen für die Reserve von Lyon. In der abgebrochenen Saison 2019/20 kam er zu einem weiteren Einsatz in der Ligue 1, ab Januar 2020 fehlte er aufgrund eines Kreuzbandrisses.
Zur Saison 2020/21 wechselte er nach Österreich zum FC Red Bull Salzburg, bei dem er einen bis Juni 2025 laufenden Vertrag erhielt. Insgesamt lief Solet 78 Mal in der Bundesliga auf und wurde mit Salzburg 2021 und 2022 Doublesieger sowie 2023 Meister. Im September 2024 wurde sein Vertrag bei Red Bull aufgelöst.
Im Januar 2025 wechselte er anschließend nach Italien zu Udinese Calcio.

### Nationalmannschaft
Solet absolvierte im September 2016 ein Spiel für die französische U-17-Auswahl. Zwischen August 2017 und März 2018 kam er zu sieben Einsätzen für die U-18-Mannschaft. Im Oktober 2018 debütierte er gegen Armenien für die U-19-Auswahl. Mit dieser nahm er 2019 auch an der EM teil. Bei dieser kam Solet in allen vier Spielen Frankreichs zum Einsatz. Im Halbfinale scheiterte er mit seinem Land an Spanien. Solet kam als einer von vier Verteidigern in die Mannschaft des Turniers.
Im September 2019 debütierte er gegen Kroatien für das U-20-Team.

## Erfolge
- Österreichischer Meister: 2021, 2022, 2023
- Österreichischer Cupsieger: 2021, 2022